# Benjamin Lee Whorf
Benjamin Lee Whorf (Winthrop, 24 aprile 1897 – Hartford, 26 luglio 1941) è stato un linguista statunitense, largamente riconosciuto come il fautore dell'idea che le differenze tra le strutture di lingue differenti sono la causa del diverso modo di percepire e concettualizzare il mondo da parte del parlante.
Questo principio, ipotizzato insieme ad Edward Sapir, del quale Whorf fu allievo, è chiamato "ipotesi di Sapir-Whorf" ed è conosciuto anche come "ipotesi della relatività linguistica", poiché per lo stesso Whorf il principio aveva implicazioni simili alla teoria della relatività di Einstein.
Durante la sua vita Whorf ha lavorato come ingegnere chimico, ma in gioventù ha nutrito un interesse per la linguistica. Questo lo ha portato a studiare l'ebraico biblico, ma presto ha iniziato a studiare per proprio conto le lingue indigene del Mesoamerica. Nel 1930 ha ricevuto una sovvenzione per poter studiare in Messico la lingua nahuatl; al suo rientro ha presentato il suo lavoro in diverse conferenze linguistiche.
Questo gli ha permesso di iniziare a studiare linguistica con Edward Sapir presso l'università Yale, mantenendo nel frattempo il suo lavoro presso la compagnia assicuratrice Hartford Fire Insurance Company. Durante questo periodo a Yale ha lavorato alla descrizione della lingua hopi e della storia linguistica del linguaggio uto-azteco, pubblicando molti articoli in diverse riviste settoriali.
Nel 1938 è stato scelto come sostituto di Sapir, che abbandona l'università per motivi di salute. Nel 1941 morì di cancro.
Dopo la sua morte molti dei suoi manoscritti vennero pubblicati postumi, curati da suoi amici linguisti. Negli anni '60 l'ipotesi di Whorf venne duramente criticata da accademici, mentre ritornò in auge alla fine del XX secolo.

## Lavoro

### Relatività linguistica
Whorf è conosciuto come il principale esponente di quello che è chiamato il principio della relatività linguistica, più noto come "ipotesi di Sapir-Whorf". Whorf non si riferisce mai al principio in forma di ipotesi, e l'idea che le categorie linguistiche influenzano la percezione e la cognizione era condivisa da molti altri accademici prima di lui. Ma grazie alle sue pubblicazioni, create con ricerca empirica, sono state utilizzate dai successivi ricercatori e quindi chiamati "studi di Sapir-Whorf".

#### Fonti di influenza nel pensiero di Whorf
Sia Whorf sia Sapir furono esplicitamente attratti dalla teoria generale della relatività di Albert Einstein, perciò la relatività linguistica si riferisce al concetto di categorie grammaticali e semantiche di una lingua specifica fornendo un quadro di riferimento come mezzo attraverso il quale vengono fatte osservazioni. Seguendo un'osservazione originale di Boas, Sapir ha dimostrato che se il suono proviene dal fonema sottostante e non contribuisce ai cambiamenti nel significato semantico, i parlanti di un determinato linguaggio percepiscono suoni che sono acusticamente differenti come se fossero lo stesso. Inoltre, i parlanti delle lingue sono attenti ai suoni, in particolare se gli stessi due suoni provengono da diversi fonemi. Tale differenziazione è un esempio di come vari quadri osservazionali di riferimento conducono a diversi modelli di attenzione e percezione.
Whorf è stato influenzato anche dalla psicologia della Gestalt, credendo che le lingue richiedono ai loro parlanti di descrivere gli stessi eventi come differenti costruzioni gestalt, che egli chiama "casi isolati di esperienza" Un esempio è come l'azione di pulire una pistola è diverso in lingua inglese e in lingua shawnee: in inglese l'attenzione è posta nella relazione tra i due oggetti e il proposito dell'azione (rimuovere la sporcizia); d'altro canto in shawnee il focus è sul movimento, usare un braccio per creare spazio pulito in un buco. L'evento descritto è lo stesso, ma il focus in termini di figura e spazio è diverso.

#### Grado di influenza del linguaggio sul pensiero
Se lette superficialmente, alcune delle affermazioni di Whorf si prestano all'interpretazione che egli supporta il determinismo linguistico. Ad esempio, in un passaggio spesso citato Whorf scriveva:
(Whorf, 1940)
Le affermazioni sulla natura obbligatoria dei termini del linguaggio sono state prese per suggerire che Whorf intendeva che quel linguaggio determinasse completamente la portata di possibili concettualizzazioni. Tuttavia il neo-Whorfianismo sostiene che Whorf stia scrivendo in termini con i quali parliamo del mondo, non in termini con i quali lo pensiamo. Whorf notò che per comunicare pensieri ed esperienze con i membri di una comunità bisogna usare le categorie linguistiche della loro lingua condivisa, e questo richiede di plasmare le esperienze nella forma del linguaggio per parlare -un processo chiamato "pensare per parlare-. Questa interpretazione è supportata dalla successiva affermazione di Whorf, che "nessun individuo è libero di descrivere la natura con assoluta imparzialità, ma è vincolato da certe modalità di interpretazione anche quando si ritiene più libero". Allo stesso modo l'affermazione secondo cui gli osservatori sono portati a diverse immagini dell'universo è stata intesa come un argomento secondo il quale le diverse concettualizzazioni sono incommensurabili rendendo impossibile la traduzione tra diversi sistemi concettuali e linguistici. Il neo-Whorfianismo sostiene che questo è un errore di lettura poiché in tutto il suo lavoro uno dei suoi punti principali era che tali sistemi potevano essere "calibrati" e quindi resi commensurabili, ma solo quando veniamo a conoscenza delle differenze negli schemi concettuali attraverso l'analisi linguistica.

#### Tempo hopi
Gli studi di Whorf sul tempo hopi sono stati i più discussi e criticati esempi di relatività linguistica. Nelle sue analisi Whorf argomentava che c'è una relazione tra il come la popolazione hopi concepisce il tempo, come lo esprimono e tra la grammatica della lingua hopi. La tesi più elaborata di Whorf per l'esistenza della relatività linguistica era basata su cosa ha visto come differenza fondamentale nella comprensione del tempo come categoria concettuale nel popolo hopi. La lingua hopi, in contrasto con l'inglese e altre lingue SAE, non tratta lo scorrere del tempo come sequenza di distinti istanti conteggiabili, ad esempio "tre giorni" o "cinque anni", ma più come un singolo processo. A causa di questa differenza, la lingua manca di termini che si riferiscono all'unità di tempo. Whorf ha proposto che il modo di vedere il tempo nella lingua hopi è fondamento principale di tutti gli aspetti della loro cultura e per di più spiega alcuni schemi di comportamento. Nel suo memorabile essay a Sapir, nel 1939, scrisse:
(Whorf, 1939)
Il linguista Ekkehart Malotki sfidò questa l'analisi sul concetto e espressione del tempo della lingua hopi con numerosi esempi di come gli hopi si riferivano al tempo. Malotki spiegò che nella lingua hopi il sistema temporale consiste in futuro e non-futuro e che la singola differenza tra il sistema a tre tempi grammaticali delle lingue europee e il sistema hopi è che quest'ultimo combina passato e presente e forma una singola categoria.
La critica di Malotki è stata più volte citata come ultimo esempio evidente per rifiutare le idee di Whorf e il suo concetto di relatività linguistica, mentre altri accademici difendono l'analisi sul tempo degli hopi di Whorf, spiegando che l'affermazione di Whorf non era di dimostrare assenza di termini per descrivere le categorie temporali ma di evidenziare come il concetto di tempo è diverso rispetto ai parlanti di lingua inglese. Whorf descrisse le categorie di tempo della lingua hopi, notando che il tempo non è diviso in passato, presente e futuro, come è norma nelle lingue europee, ma che un tempo grammaticale può riferirsi sia al presente che al passato, mentre un altro tempo grammaticale può riferirsi sia ad eventi che non sono ancora avvenuti sia che possono o non possono avvenire in futuro. Descrisse inoltre una grande matrice di sistemi chiamati "tensori" che descrivono aspetti della temporalità, ma senza riferirsi a unità di tempo calcolabili come nell'inglese e nella maggior parte delle lingue europee.

### Contributi alla teoria linguistica
La distinzione di Whorf tra le categorie grammaticali "overt" (fenotipico) e "covert" (criptotipo) è diventata largamente influente nella linguistica e nell'antropologia. Il linguista britannico Michael Halliday, a proposito della nozione di "criptotipo" e del concetto di come la grammatica modelli la realtà, scrisse che "sarebbe potuto essere uno dei contributi maggiori alla linguistica del XX secolo"
Inoltre Whorf introdusse il concetto di allofono, una parola che descrive la variante combinatoria di un fonema che in una determinata lingua non ha, appunto, un carattere distintivo. Il termine venne diffuso da G.L. Trager e da Bernard Bloch in un articolo sulla fonologia inglese nel 1941. Whorf considerò gli allofoni come ulteriore esempio della relatività linguistica. Il principio dell'allofono descrive come le differenze di suoni possono essere trattate come riflesso di un singolo fonema in una lingua. Questo a volte fa apparire, ad un madrelingua, un suono differente come fosse simile a tal punto che non è possibile distinguere la differenza senza essere in possesso di una preparazione specifica. Whorf scrisse:
(Whorf, 1940)
Punto centrale nell'interrogativo di Whorf era l'approccio che venne descritto in seguito come metalinguistica da G.L. Trager, che nel 1950 ha pubblicato quattro saggi di Whorf dal titolo "Quattro articoli sulla Metalinguistica". Whorf fu interessato nel capire in che modo i parlanti erano consapevoli della lingua che avevano in uso, e fu in grado di descrivere e analizzare la lingua usando la lingua stessa. Whorf vide che l'abilità di arrivare ad una descrizione sempre più accurata del mondo era parzialmente legata all'abilità di costruire un metalinguaggio per descrivere come la lingua influenza l'esperienza, e perciò di aver l'abilità di calibrare schemi concettuali differenti. Gli sforzi di Whorf sono stati portati avanti da diversi studi di metalinguistica. Il primo fu Michael Silverstein, che pubblicò un'influente rilettura di Whorf nel 1979.

### Studi sulle lingue uto-azteche
Whorf ha condotto importanti studi sulle lingue uto-azteche, che Sapir ha dimostrato essere una famiglia linguistica nel 1915. Studiando dapprima sul nahuatl, tepecano, Tohono O'odham, ha preso familiarità con il gruppo linguistico prima di conoscere Sapir nel 1928. Durante il suo periodo a Yale, Whorf ha pubblicato diversi articoli sulle lingue uto-azteche, come "Notes on the Tübatulabal language". Nel 1935 ha pubblicato "The Comparative Linguistics of Uto-Aztecan" e una recensione sull'indagine delle lingue uto-azteche di Kroeber. Il lavoro di Whorf è stato utilizzato come fondamenta dei successivi studi relativi alle lingue uto-azteche.
La prima lingua dei nativi americani studiata da Whorf è stata la lingua nahuatl, che ha studiato dapprima da documenti e grammatiche coloniali, poi diventando il suo primo lavoro in campo nel 1930. In base ai suoi studi sul nahuatl classico, Whorf argomentò che il nahuatl è una lingua oligosintetica, una tipologia linguistica da lui inventata. In Messico, durante i suoi studi sulle lingue native, ha studiato i dialetti di Milpa Alta e Tepoztlán. I suoi appunti di grammatica del dialetto di Milpa Alta del nahuatl non sono stati pubblicati nel corso della sua vita, ma vennero pubblicati postumi da Harry Hojier, diventando piuttosto influenti e usati da molti accademici come base per descrivere il "nahuatl moderno". La descrizione dei dialetti è abbastanza condensata e in certi passaggi anche di difficile comprensione per via della propensione di Whorf ad inventare la sua propria terminologia di concetti grammaticali, ma i suoi lavori sono considerati essere tecnicamente avanzati. Ha inoltre realizzato un'analisi della prosodia di questi dialetti che è associata alla storia dell'occlusiva glottidale sorda e della lunghezza delle vocali nella lingua nahuatl. Questo lavoro fu sistemato per la pubblicazione da Lyle Campbell e da Frances Karttunen nel 1993.
Nelle lingue uto-azteche uno degli obiettivi di Whorf era di determinare i motivi per il quale la lingua nahuatl è l'unica della famiglia di lingue a possedere il fonema /tɬ/.In un articolo pubblicato nella rivista di antropologia americana nel 1937, Whorf argomentò che il fonema era il risultato di un cambiamento di suono dall'originale */t/ al [tɬ] nella posizione antecedente ad */a/. Questa legge del suono è nota come "Legge di Whorf" ed è considerata valida sebbene in seguito siano state maggiormente chiarite le condizioni di passaggio di fonema.
Sempre nel 1937, Whorf e l'amico G.L.Trager pubblicarono un articolo nel quale elaboravano la famiglia linguistica azteco-tano, proposto inizialmente da Sapir come una famiglia inclusa nell'uto-azteco e nelle lingue kiowa-tano.

### Epigrafia Maya
In una serie di studi pubblicati e non negli anni '30, Whorf argomentò che la scrittura Maya era in parte fonetica.
Quando i suoi lavori sul deciframento della lingua Maya ottennero il supporto di Alfred Tozzer (Harvard), la più grande luminare del tempo nella cultura maya, J.E.S. Thompson, respinse fortemente le idee di Whorf, dicendo che gli scritti maya scarseggiavano di componenti fonetiche ed era pressoché impossibile decifrare la base con un'analisi linguistica. Whorf argomentò che era proprio la riluttanza di applicare l'analisi linguistica della lingua maya a rallentare il deciframento. Whorf La ricerca del segnale del valore fonetico attraverso gli elementi di specifici segni non ha permesso a Whorf di realizzare che il sistema fosse logo-sillabico. Sebbene l'approccio di Whorf è ora noto per essere sbagliato, la sua affermazione principale fu rivendicata da Yuri Knotozov nel deciframento sillabico degli scritti maya negli anni '50.